# Pantherodes leonaria
Pantherodes leonaria é um inseto da ordem Lepidoptera; uma mariposa, ou traça, neotropical da família Geometridae; classificada em 1858 por Achille Guenée, na página 201 da obra Histoire naturelle des insectes. Spécies général des lépidoptères; o seu espécime, um macho, proveniente de Montevidéu, Uruguai; estando distribuída para o norte em direção à região sudeste do Brasil, em São Paulo; a espécie mais distinta do seu gênero, Pantherodes, por apresentar as suas manchas mais enegrecidas que as dos outros taxa, as mantendo sem contornos internos cinzentos (segundo A. Guenée "sans iris ni pupílles"); também recebendo a denominação vernacular mariposa-pantera assim como Pantherodes pardalaria, espécie-tipo do gênero, e podendo ser confundida pelo não-especialista com uma borboleta.